# 清森洋祐
清森 洋祐（きよもり ようすけ、1952年7月14日 - ）は、日本の実業家。池上通信機社長。

## 人物・来歴
福岡県出身。1971年福岡県立修猷館高等学校を経て、1976年早稲田大学政治経済学部卒業。高校時代は弓道部に所属し、大学時代は代議士事務所に出入りして、政治の道へ進むことも考えていた。
1976年4月東京芝浦電気(現・東芝) 入社。北陸支社支社長、経営戦略統括部担当などを務める。
2008年6月池上通信機入社、取締役就任。2009年6月常務取締役営業・マーケティング、経営戦略担当、2010年5月専務取締役全社経営統括兼営業・マーケティング担当、2011年6月取締役副社長を経て、2012年10月代表取締役社長に就任。